# كارل بيترز (محامي)
كارل بيترز (بالألمانية: Karl Peters)‏ هو قاضي ومدع ومحامي ومحامي ألماني، ولد في 23 يناير 1904 في كوبلنتس في ألمانيا، وتوفي في 2 يوليو 1998 في مونستر في ألمانيا.

## وصلات خارجية
- كارل بيترز على موقع مونزينجر (الألمانية)